# العلاقات الإيطالية السريلانكية
العلاقات الإيطالية السريلانكية هي العلاقات الثنائية التي تجمع بين إيطاليا وسريلانكا.

## مقارنة بين البلدين
هذه مقارنة عامة ومرجعية للدولتين:
| وجه المقارنة                                              | إيطاليا                                                  | سريلانكا                         |
| --------------------------------------------------------- | -------------------------------------------------------- | -------------------------------- |
| المساحة (كم2)                                             | 301.34 ألف                                               | 65.61 ألف                        |
| عدد السكان (نسمة)                                         | 60.60 مليون                                              | 21.44 مليون                      |
| الكثافة السكانية (ن./كم²)                                 | 201.1                                                    | 326.78                           |
| العاصمة                                                   | روما، فلورنسا، تورينو                                    | سري جاياواردنابورا كوتي، كولمبو  |
| اللغة الرسمية                                             | اللغة الإيطالية                                          | اللغة السنهالية، اللغة التاميلية |
| العملة                                                    | يورو، ليرة إيطالية                                       | روبية سريلانكي                   |
| الناتج المحلي الإجمالي (بليون دولار)                      | 1.93 تريليون                                             | 87.17 مليار                      |
| الناتج المحلي الإجمالي (تعادل القوة الشرائية) بليون دولار | 2.26 تريليون                                             | 246.62 مليار                     |
| الناتج المحلي الإجمالي الاسمي للفرد دولار أمريكي          | 29.96 ألف                                                | 3.93 ألف                         |
| الناتج المحلي الإجمالي للفرد دولار أمريكي                 | 35.46 ألف                                                | 11.11 ألف                        |
| مؤشر التنمية البشرية                                      | 0.873                                                    | 0.757                            |
| رمز المكالمات الدولي                                      | +39                                                      | +94                              |
| رمز الإنترنت                                              | .it                                                      | .lk،                             |
| المنطقة الزمنية                                           | توقيت وسط أوروبا، ت ع م+01:00، ت ع م+02:00، أوروبا/روما ‏ | ت ع م+05:30                      |

## منظمات دولية مشتركة
يشترك البلدان في عضوية مجموعة من المنظمات الدولية، منها:
| علم المنظمة | اسم المنظمة                               | تاريخ انضمام إيطاليا | تاريخ انضمام سريلانكا |
| ----------- | ----------------------------------------- | -------------------- | --------------------- |
|             | يونسكو                                    | ?                    | 14 نوفمبر 1949        |
|             | مؤسسة التمويل الدولية                     | 27 ديسمبر 1956       | 20 يوليو 1956         |
|             | المركز الدولي لتسوية المنازعات الاستشارية | 28 أبريل 1971        | 11 نوفمبر 1967        |
|             | بنك التنمية الآسيوي                       | 1966                 | 1966                  |
|             | منظمة حظر الأسلحة الكيميائية              | ?                    | ?                     |
|             | مؤسسة التنمية الدولية                     | 24 سبتمبر 1960       | 27 يونيو 1961         |
|             | منظمة التجارة العالمية                    | 1995                 | ?                     |
|             | وكالة ضمان الاستثمار متعدد الأطراف        | 29 أبريل 1988        | 27 مايو 1988          |
|             | الاتحاد البريدي العالمي                   | ?                    | ?                     |
|             | الاتحاد الدولي للاتصالات                  | 1866                 | 1897                  |
|             | منظمة الشرطة الجنائية الدولية             | ?                    | ?                     |
|             | الأمم المتحدة                             | 14 ديسمبر 1955       | 14 ديسمبر 1955        |
|             | البنك الدولي للإنشاء والتعمير             | 27 مارس 1947         | 29 أغسطس 1950         |
|             | المنظمة الهيدروغرافية الدولية             | ?                    | ?                     |

## وصلات خارجية
- موقع وزارة الخارجية الإيطالية
- موقع وزارة الخارجية السريلانكية